# Державний історико-архітектурний заповідник у Львові

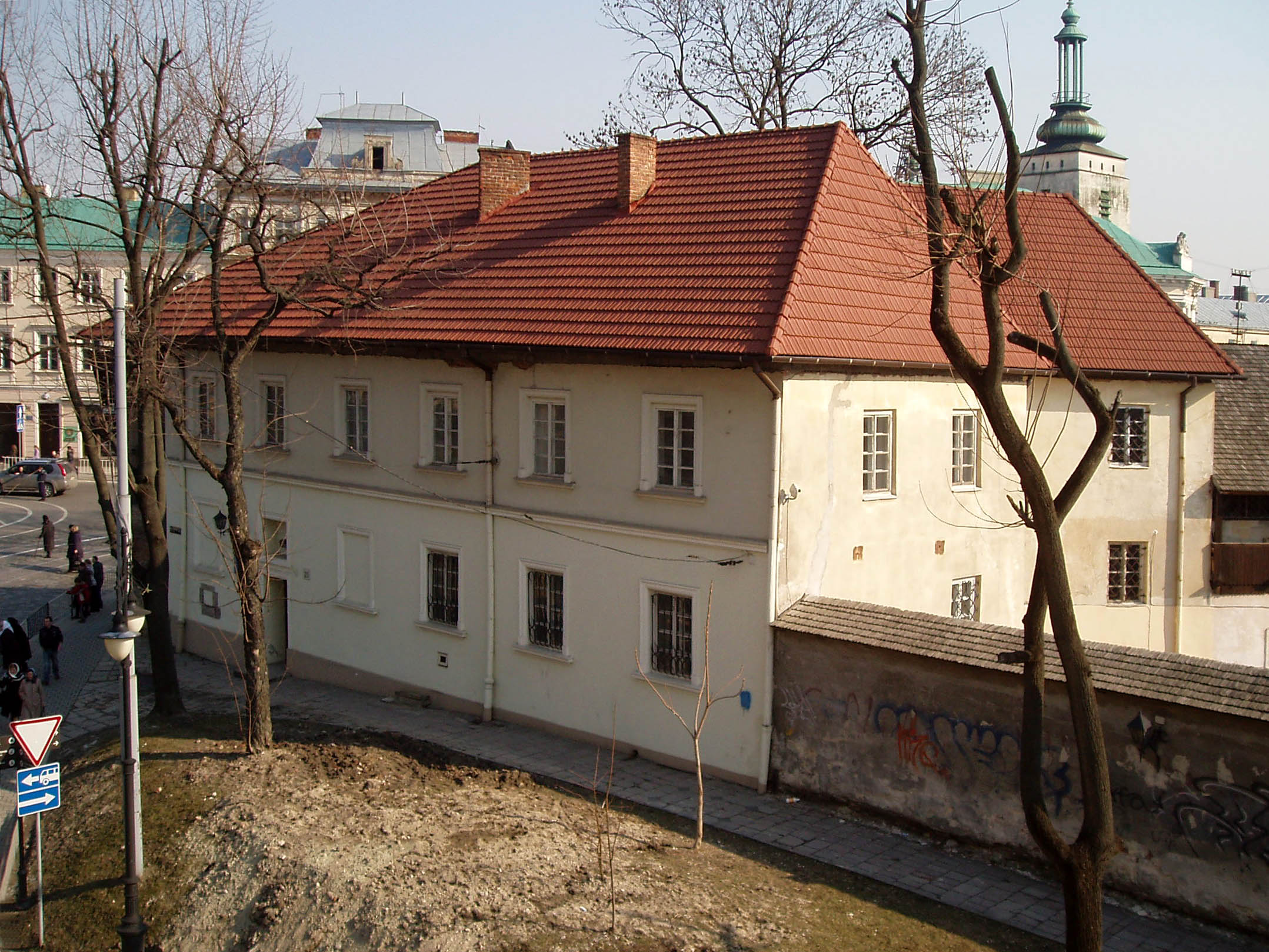
Будинок на вулиці Валовій, 20, у якому розміщена адміністрація

Держа́вний істо́рико-архітекту́рний запові́дник у Льво́ві — установа, що діяла у Львові протягом 1975–1991 років. Займалася охороною, реставрацією та популяризацією пам'яток міста. Безпосередньо відала певною частиною території Львова, на яку поширювався особливий режим охорони об'єктів культурної спадщини. Попри фактичну ліквідацію 1991 року, формально продовжує існувати.

## Історія
Схему і економічне обґрунтування розробив проєктний відділ Львівської міжобласної науково-реставраційної виробничої майстерні. Заповідник створено 12 червня 1975 постановою Ради Міністрів УРСР. Того ж року створено дирекцію із 30 фахівців різного профілю на чолі з архітектором Василем Пліхівським. Установа підпорядковувалася обласному управлінню у справах архітектури. Площа заповідної зони становила 120 га та включала терени колишньої давньоруської та середньовічної частин міста. Межі проходили нинішнім проспектом Свободи, площами Міцкевича та Соборною, вулицями Винниченка, Просвіти, Лисенка, Кривоноса, Довбуша, Митрополита Липківського, Замковою, площею Підзамче, вулицями Союзу Українок, Гайдамацькою, Хмельницького, площею Ярослава Осмомисла. Для потреб дирекції передано будинок на вулиці Валовій, 20.
Установа провела низку робіт з реставрації та упорядкування. Зокрема позитивну оцінку отримали роботи на вулицях Підвальній та Валовій. Однак публічній критиці піддавались деякі аспекти діяльності, як наприклад залучення до реставрації неспеціалізованих організацій з оплатою за підвищеними розцінками, неякісне впорядкування площі Підкови, де було віднайдено залишки споруд XIV–XV, площі під пам'ятник Іванові Федорову із залишками середньовічних фортифікацій. Дирекцію критиковано за ігнорування науково-пошукової роботи і концентрацію лише на господарських справах.
1979 року у видавництві «Каменяр» вийшов путівник Володимира Вуйцика під назвою «Державний історико-архітектурний заповідник у Львові». 1991 року вийшло друге доповнене видання.

## Після 1991 року
29 листопада 1990 року виконавчий комітет Львівської обласної ради оголосив територію площею 3060 га історико-культурною заповідною територією. Наступного року дирекцію заповідника ліквідовано, Львівська міська рада створила Управління охорони історичного середовища, яке успадкувало функції дирекції. Тепер на заповідній території знаходиться 432 об'єкти, які станом на 2007 рік мали статус пам'яток. З них 198 — національного значення.
Попри фактично ліквідовану дирекцію і підпорядкування її структур місту, де-юре заповідник продовжує існувати саме як державний, а не комунальний. Двічі у вересні 2002 року і в листопаді 2003 року Верховна Рада своїми постановами зобов'язувала відновити функціонування заповідника. Ці постанови залишаються не виконаними. Прихильником відновлення заповідника виступало Міністерство регіонального розвитку та будівництва, зокрема його очільник Василь Куйбіда, який в інтерв'ю газеті Суботня пошта заявляв, що міська влада, попри виділені кошти, зволікає з реставрацією будівель. Ця ж газета пізніше повідомляла, що перепідпорядкуванню чинить спротив міська влада і що предметом суперечки є земля, яка, опинившись у складі державного заповідника, мала би перейти з комунальної власності в державну (згідно з законом «Про розмежування земель комунальної і державної власності»). Згадано також подібну проблему з правами власності на частину пам'яток, що є на цій землі. Газета повідомила також про «торг» щодо особи можливого начальника заповідника. Серед претендентів названо зокрема Миколу Гайду, Андрія Салюка, Романа Даца, Андрія Левика та Романа Онишка.